# 베라 브레즈네바
베라 브레즈네바(우크라이나어: Віра Брежнєва 비라 브레주네바[*], 러시아어: Ве́ра Бре́жнева, 본명: 비라 빅토리우나 할루슈카(우크라이나어: Віра Вікторівна Галушка, 러시아어: Вера Викторовна Галушка 베라 빅토로브나 갈루시카[*]), 1982년 2월 3일 ~ )는 우크라이나의 가수, 텔레비전 사회자, 배우이다. 2003년~2007년, 걸 그룹 누 버고스의 멤버로 활동했다.

## 음반 목록
- Lyubov spasyot mir (2010)
- VERVERA (2015)